# Рольяно (Италия)
Ролья́но (итал. Rogliano) — коммуна в Италии, располагается в регионе Калабрия. Находится примерно в двадцати километрах к югу от Козенцы.
По данным на сентябрь 2017 года население составляет 5753 человек, плотность населения — 143 чел./км². Занимает площадь 41 км².
Покровительницей коммуны почитается Пресвятая Богородица, празднование 8 декабря.

## История
По одной из версий Рольяно — одно из поселений «Casali del Manco», основанных жителями Козенцы бежавших от сарацин в 975 году. Согласно другой версии, Рольяно в то время уже существовал, а набеги сарацин способствовали только значительному увеличению населения за счёт беженцев. Свидетельства, подтверждающие последнюю гипотезу, приводятся в рукописи датированной 1748 годом.
Звание «город» было присвоено Рольяно королевским указом от 3 июня 1745 года, изданным Карлом III Бурбоном.
В середине XIX века население города составляло около 2400 человек, а основой отраслью экономики был развод свиней и торговля свининой.